# Zachvatkinibates volgini
Zachvatkinibates volgini är en kvalsterart som beskrevs av Shaldybina 1973. Zachvatkinibates volgini ingår i släktet Zachvatkinibates och familjen Punctoribatidae. Inga underarter finns listade i Catalogue of Life.